# Spjellerup Kirke
Spjellerup Kirke er en sognekirke i landsbyen Store Spjellerup ca. 7 km NØ for Faxe (Region Sjælland).